# Dlouženka slepá
Dlouženka slepá (Blaniulus guttulatus) je druh mnohonožky, který se vyskytuje ve střední a západní Evropě (kromě Portugalska). Byl zavlečen do Severní Ameriky a také na australské ostrovy Tasmánie a Norfolk.

## Popis
Dlouženka slepá má bělavě zbarvené, dlouhé tenké tělo, které má červené skvrny na každém segmentu. Samci typicky měří 8–12 mm, samice jsou o něco větší, měří asi 12–15 mm. Nemá oči.

## Životní cyklus

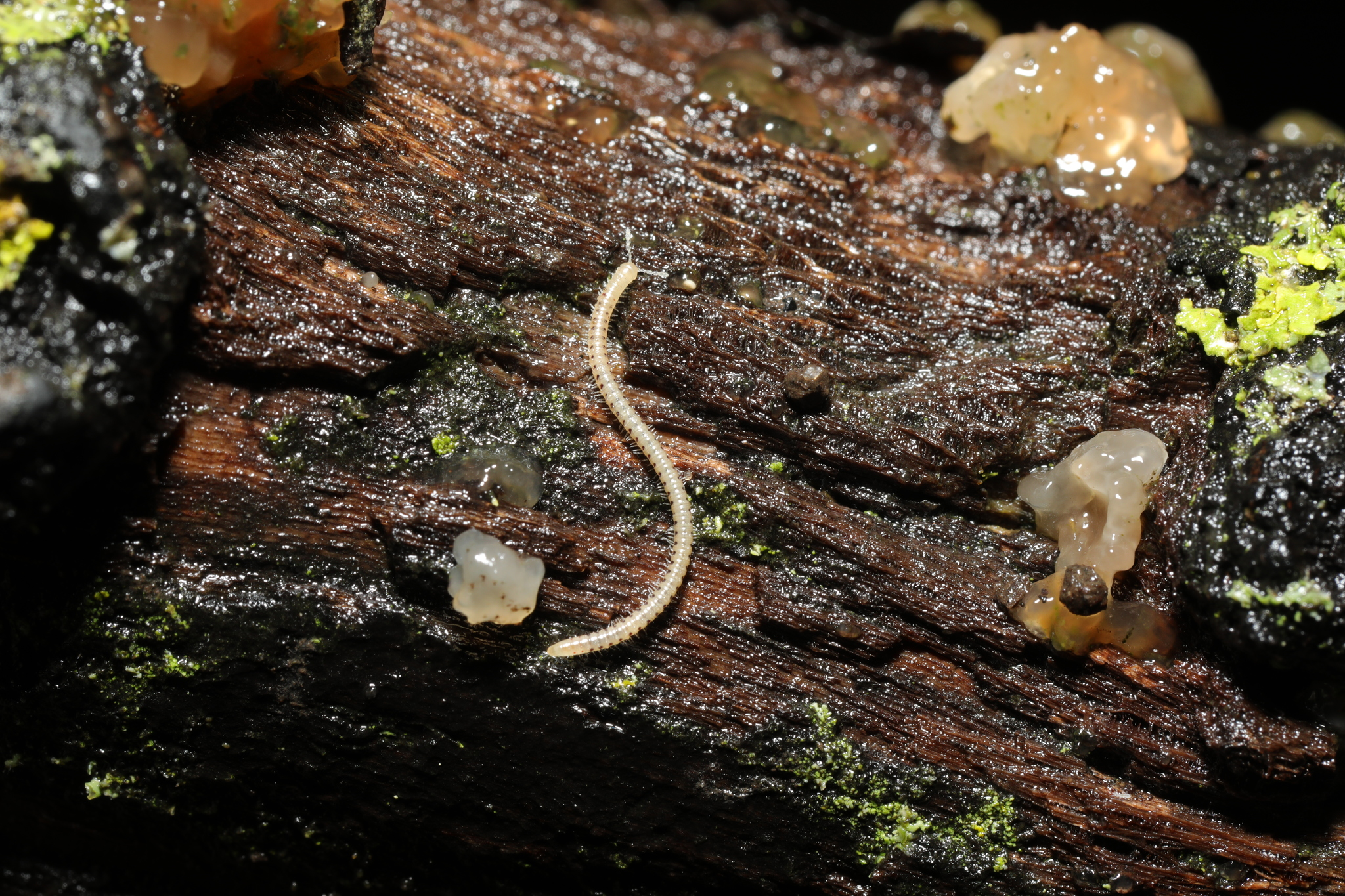

Dospělí jedinci po páření kladou vajíčka v hnízdech pod kameny nebo pod listy na zemi. Po dvou týdnech se z nich líhnou larvy, které se živí stejnou potravou jako dospělci. Larvám postupně přirůstají tělní články (tzv. anamorfóza). Během víceletého vývoje se několikrát svlékají. Druh je odolný proti mrazu, přezimují larvy a dospělci.

## Ekologie
Tento druh je běžný v zahradách a obdělávaných oblastech v Evropě a Severní Americe, kde se stal téměř všudypřítomným. I v Česku jde o běžný druh, zejména v nižších polohách.
Živí se cukrovou řepou, bramborami, jahodami i cibulemi a hlízami okrasných rostlin. Za dlouhodobého sucha se může stát zemědělským škůdcem.